# Blind Side
Blind Side is een Amerikaanse film uit 1993 van regisseur Geoff Murphy.

## Verhaal
Het echtpaar Kaines is in Mexico op zoek naar een nieuwe locatie voor hun meubelfabriek. Onderweg rijden ze iemand dood en staan nu voor het dilemma: naar de Mexicaans politie gaan of doorrijden. Ze kiezen voor het laatste, maar iemand heeft alles zien gebeuren en weet hen te vinden. 

## Rolbezetting
| Acteur             | Personage    |
| ------------------ | ------------ |
| Rutger Hauer       | Jake Shell   |
| Rebecca De Mornay  | Lynn Kaines  |
| Ron Silver         | Doug Kaines  |
| Tamara Clatterbuck | Barbara Hall |
| Mariska Hargitay   | Melanie      |
| Jonathan Banks     | Aaron        |